# 19848 Yeungchuchiu
Yeungchuchiu (asteróide 19848) é um asteróide da cintura principal, a 2,7608691 UA. Possui uma excentricidade de 0,0815603 e um período orbital de 1 903,67 dias (5,21 anos).
Yeungchuchiu tem uma velocidade orbital média de 17,17889194 km/s e uma inclinação de 11,05843º.
Este asteróide foi descoberto em 2 de Outubro de 2000 por William Yeung.